# Paolo Barzman
Paolo Barzman (9 aprile 1957) è un regista e sceneggiatore canadese.

## Biografia
Paolo Barzman è figlio degli sceneggiatori Ben Barzman e Norma Barzman. Mentre i suoi genitori e fratelli e sorelle erano in esilio in Europa egli cresce in Francia. Il loro esilio era causato dall'inserimento dei genitori nella "lista nera" durante il Maccartismo negli Stati Uniti d'America. La famiglia ritornò negli Stati Uniti nei primi anni '70.
Nel suo carnet di regista televisivo possiamo trovare Le avventure di Black Stallion, Highlander, Counterstrike, Bordertown, Relic Hunter, La regina di spade, 15/Love, 18 to Life, Lost Girl, Haven e la serie americana-canadese Being Human.
Come sceneggiatore televisivo, egli ha scritto per le serie Grand Star e la serie francese Aventures Caraibes.
Barzman ha anche diretto un certo numero di film per la televisione. Nel 2007 egli ha diretto il film Emotional Arithmetic con gli attori Susan Sarandon e Christopher Plummer.

## Filmografia

### Regia

#### Film
- Time Is Money (1994)
- Emotional Arithmetic (2007)
- The Phantom (2009)

#### Film TV
- The Saint: The Big Bang (1989)
- For Better and for Worse (1993)
- Colomba solitaria (1995)
- Ciel d'orage (1997)
- Les montagnes bleues (1999)
- Un enfant, un secret (2000)
- Largo Winch (2001)
- You Belong to Me (2002)
- All Around the Town (2002)
- Dr. Jekyll e Mr. Hyde - Colpevole o innocente? (2008)
- Who Is Simon Miller? (2011)

#### Serie TV
- Diamonds (1 episodio) (1989)
- Bordertown (7 episodi) (1989-1991)
- Le avventure di Black Stallion (2 episodi) (1990)
- Counterstrike (3 episodi) (1990)
- Highlander (13 episodi) (1993-1996)
- Coeurs caraïbes (4 episodi) (1995)
- Aventures Caraibes (4 episodi - Mini serie TV) (1996)
- Cancoon (3 episodi) (1996)
- Dossier: disparus (1 episodio) (1999)
- Relic Hunter (11 episodi) (1999-2002)
- La regina di spade (4 episodi) (2000-2001)
- Adventure Inc. (1 episodio) (2003)
- 15/Love (11 episodi) (2004-2005)
- Léa Parker (2 episodio) (2005)
- The Dead Zone (1 episodio) (2005)
- Grand Star (26 episodi) (2007-2008)
- La missione dei quattro cavalieri (episodi sconosciuti - Mini serie TV) (2009)
- The Phantom (2 episodi - Mini serie TV) (2009)
- 18 to Life (12 episodi) (2010-2011)
- Haven (1 episodio) (2011)
- Lost Girl (3 episodi) (2011-2013)
- Being Human (8 episodi) (2011-2013)

### Sceneggiatura

#### Film
- Time Is Money (1994)

#### Film TV
- Les montagnes bleues (1999)

#### Serie TV
- Aventures Caraibes (4 episodi - Mini serie TV) (1996)
- Grand Star (19 episodi) (2007-2008)